# Rede privada
IPv4 e RFC 4193 para IPv6. Estes endereços são associados aos dispositivos que precisam se comunicar com outros dispositivos em uma rede privada (que não faz parte da Internet).
As redes privadas são comuns nos escritórios (LAN), pois não há a necessidade de que todos os computadores de uma organização possuam um IP universalmente endereçável. Outra razão que torna importante os mo problema.
Os Roteadores são configurados para descartar qualquer tráfego que use um IP privado. Este isolamento garante que uma rede privada tenha uma maior segurança pois não é possível, em geral, ao mundo externo criar uma conexão direta a uma máquina que use um IP privado. Como as conexões não podem ser feitas entre diferentes redes privadas por meio da internet, diferentes organizações podem usar a mesma faixa de IP sem que haja conflitos (ou seja, que uma comunicação chegue acidentalmente a um elemento que não deveria).
Se um dispositivo em uma rede privada deve se comunicar com outras redes, é necessário que haja um sistema com suporte a algum mecanismo de tradução de endereços IP para garantir que a rede interna seja vista externamente com um endereço que seja público. Normalmente este sistema intermediário é um gateway de rede com funcionalidade de NAT (‘’Network address translation’’) ou um servidor de proxy. Isto, porém, pode causar problemas se a organização tentar conectar redes que usem os mesmos endereços privados.
Os endereços atualmente reservados a redes privadas na internet são:
| Nome         | Número de IPs | classful Descrição | Faixa de endereços IP         | Maior bloco CIDR | Referência                    |
| ------------ | ------------- | ------------------ | ----------------------------- | ---------------- | ----------------------------- |
| 8-bit block  | 16,777,216    | Uma classe A       | 10.0.0.0 – 10.255.255.255     | 10.0.0.0/8       | RFC 1597 (obsoleto), RFC 1918 |
| 12-bit block | 1,048,576     | 16 classes B       | 172.16.0.0 – 172.31.255.255   | 172.16.0.0/12    | RFC 1597 (obsoleto), RFC 1918 |
| 16-bit block | 65,536        | 256 classes C      | 192.168.0.0 – 192.168.255.255 | 192.168.0.0/16   | RFC 1597 (obsoleto), RFC 1918 |
| 16-bit block | 65,536        | Uma classe B       | 169.254.0.0 – 169.254.255.255 | 169.254.0.0/16   | RFC 3330, RFC 3927            |

## Zeroconf
Um segundo conjunto de redes privadas é o link-local address range definida em RFCs 3330 e 3927.  A finalidade destes RFCs é fornecer um endereço IP (e, consequentemente, a comunicação entre dispositivos) sem um servidor de DHCP ou configuração manual da rede. As subredes 169.254.0.0/16 (ipv4) e  fe80::/10 (ipv6) foram reservadas para esta finalidade.
Se uma rede não puder obter um endereço por meio de DHCP, um endereço de 169.254.1.0 a 169.254.254.255 será atribuído aleatoriamente.